# 張媽媽
張媽媽（1957或1958年—），本名李慧芝，亦稱Tessa Cheung，香港YouTuber，製作關於烹飪廣東菜的影片，頻道名為「張媽媽廚房Mama Cheung」。
她製作的烹飪影片主題包括主菜、點心和甜點。她點擊率最高的影片是用電飯煲烤蛋糕，點擊率超過100萬。2020年，張媽媽躋身香港12大烹飪頻道。

## 生平

### 早年和個人生活
張媽媽1957年或1958年出生，是潮州人。小時候她家裏經營一間雜貨店，她媽媽空閒時會給她做蛋糕。後來張媽媽和張姓男子結婚。作為新婚夫婦，張媽媽不精通烹飪。由於她的家婆想讓兒子在上班前吃早餐，張媽媽會在凌晨五時開始煮菜，以及跟家婆學煮菜。她有四個孩子，包括分別叫Carmen和Kaman的女兒。

### YouTuber生涯
張媽媽在YouTube和Instagram上傳烹飪廣東菜的影片。她當了約四十年家庭主婦，最初不打算成為一名YouTuber。2014年，她的孩子在YouTube上傳她製作反沙芋的影片。張媽媽回顧該影片時發現，每當面對鏡頭，自己都口齒不清和緊張。當時發佈影片後，她每小時查看影片的觀看次數和評論。她的第一個影片獲得了數百次點擊率，同時得到了觀眾的積極反饋，因此她開始製作更多的烹飪影片。
2015年，同為烹飪YouTuber的煮家男人，學習張媽媽做煎蠔餅後，在Facebook傳訊息邀請她合作。張媽媽從未試過接觸網上的人，因此她最初害怕回覆。數星期後，她的兒子催促她，於是直接致電煮家男人。同年2月，他們合製一條烹飪「發財好市」的影片，煮家男人發現她正在用手機拍攝影片，很是驚訝。這次合作使張媽媽的頻道訂閱者在一年內從數百人增加到一萬多人。
張媽媽頻道最受歡迎的影片是「電飯煲烤蛋糕」，點擊率超過100萬，其次是「電飯煲焗雞」。點擊率第二高的影片是「賀年菜式蘿蔔糕」。她曾製作關於烤豬肉、魚香茄子、宮保雞丁、蘿蔔糕、粟米斑腩飯等的影片。新冠肺炎大流行期間，有人會留在家裡，並進食麵包。因此張媽媽製作了一個影片，介紹她如何使用冷藏了幾天的麵包製作芝麻蝦多士。
張媽媽每週四發佈影片。她最初每條影片長約10分鐘，後來她把影片縮短到6分鐘，因為她知道大家都講求快速。她的影片有中文和英文字幕。她不少影片點擊率都超過100萬。截至2018年底，她已經製作了烹飪200多道菜餚的影片，超過26萬訂閱者，每月的廣告收入介乎8,000至9,000港元，偶爾超過10,000港元。張媽媽的影片從沒重複菜式。她觀看電視節目中以想出新菜式；閱讀和剪下報紙專欄，供以後參考；外出吃飯時會記住味道，之後嘗試煮出來。她還會閱讀留言，了解觀眾的要求和提問。她有影片獲得100條留言，她會在周末回覆。張媽媽是2020年香港12大烹飪頻道之一，7月9日至8月6日期間增加了9000名訂閱者。
張媽媽獲家人支持和幫助以製作影片。她的丈夫負責拍攝影片，為了將食物拍得更美，他買了相機、三腳架和燈。他最初不支持太太成為YouTuber，覺得她忽視了他。張媽媽花很多時間回覆留言，花在家事和與丈夫的時間以之前少。丈夫後來觀察到張媽媽變得健談，見識亦多了，因此感到欣慰。張媽媽的女兒Kaman在大學讀商科，並從事飲食業。後來辭職，到巴黎藍帶廚藝學校學習，之後在英國和香港的餐館工作。她在2019年左右辭去了全職工作，轉而選擇兼職工作。Kaman開始協助張媽媽，負責影片監製、導演、剪接和市場推廣，並新增中英文字幕。張媽媽和Kaman在影片加入了名為「媽女廚房」的新環節。觀眾最初很抗拒，認為Kaman霸佔了頻道，但一年後已開始接納。兩人製作了烹飪南瓜湯的影片，又拍攝到東京自由行的情況。

## 外部連結
- YouTube上的張媽媽廚房 Mama Cheung頻道
- 張媽媽廚房 Mama Cheung的Facebook專頁
- 張媽媽廚房 Mama Cheung的Instagram帳戶
- 張媽媽廚房 Mama Cheung的Blogger部落格